# Tongbok-dong
Tongbok-dong (koreanska: 통복동)  är en stadsdel i staden Pyeongtaek i provinsen Gyeonggi i den centrala delen av Sydkorea, 60 km söder om huvudstaden Seoul.